# Dasburg
Dasburg là một đô thị thuộc huyện Bitburg-Prüm, bang Rhineland-Palatinate.